# Atrabile
Pour les articles homonymes, voir atrabile (homonymie).
L'atrabile, encore appelée mélancolie ou bile noire, est un liquide froid et sec.
Ce fluide considéré dans la médecine antique et sa théorie des humeurs comme étant la cause de la mélancolie et de l'hypocondrie est hypothétique et n'a pas d'existence avérée en médecine moderne.
Pour les anciens, la physiologie reposait sur 4 humeurs :
- le sang : venant du cœur (caractère jovial, chaleureux)
- la pituite ou flegme : rattachée au cerveau (caractère flegmatique)
- la bile jaune : venant du foie (caractère colérique)
- l'atrabile ou bile noire : venant de la rate (caractère mélancolique, anxieux).

## Étymologie
L'atrabile vient du latin atra bilis qui signifie bile noire.